# Haemaphysalis davisi
Haemaphysalis davisi är en fästingart som beskrevs av Hoogstraal, Dhanda och Darbhe Jayarama Bhat 1970. Haemaphysalis davisi ingår i släktet Haemaphysalis och familjen hårda fästingar. Inga underarter finns listade i Catalogue of Life.